# Бистрянка звичайна

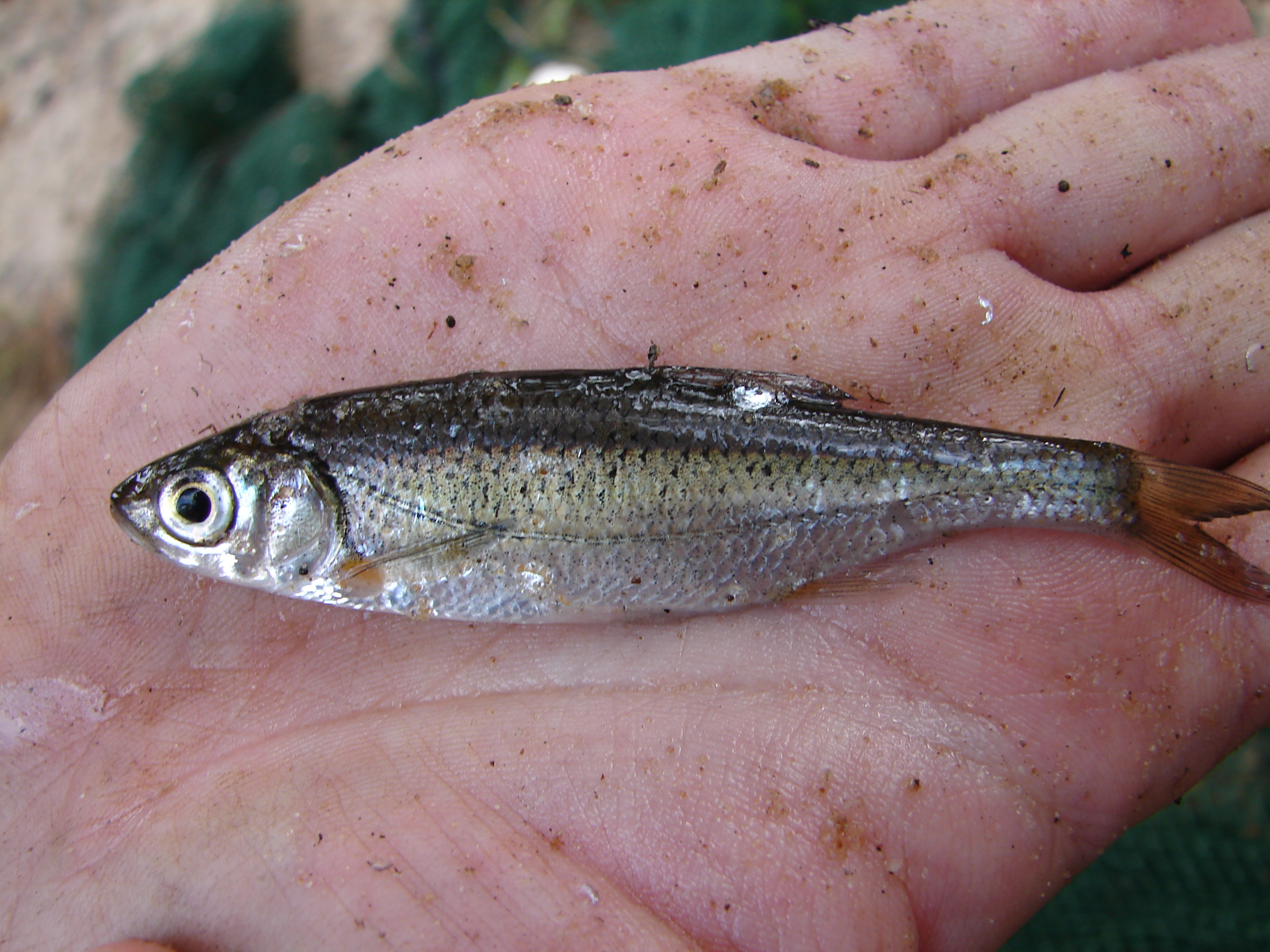
Alburnoides bipunctatus

Бистрянка звичайна (Alburnoides bipunctatus) — риба родини ялецеві роду бистрянка. Українська народна назва — швайка.

## Опис
Тіло видовжене, досить високе, сплюснуте з боків. За основою черевних плавців починається не вкритий лускою кіль. Глоткові зуби переважно 2,5-5,2. Найбільша довжина тіла до 12-13 см, маса до 30 г, тривалість життя не перевищує 5-6 років. Спина майже чорна з зеленкуватим або синюватим відтінком, боки синювато- або зеленкувато-сріблясті, черево сріблясто-біле. Вздовж бічної лінії подвійний ряд темних крапок-штрихів (подвійна «стрічка»). Черевні і анальний плавці при основі жовтуваті, червоні або сіруваті, при кінці безбарвні, всі інші плавці сірі або зеленкувато-сірі.режим збереження популяцій та заходи з охорони Заборона вилову, виявлення типових місць перебування і встановлення в них заповідного режиму. Занесена до списків Бернської конвенції і МСОП та Європейського червоного списку.

## Поширення
Річки басейну Чорного, Азовського і Каспійського морів. В Україні відома з басейні Західного Бугу, Дністра, Південного Бугу, Дніпра, Сіверського Дінця, річок Північного Приазов'я (Обітічна, Берда).

## Спосіб життя
Прісноводна зграйна жила риба, яка мешкає тільки в річках, на ділянках з помірною або швидкою течією і чистою, насиченою киснем водою, тяжіючи до придонних шарів. Статевозрілою стає у 2 роки при довжині тіла близько 5-5,5 см. Розмноження триває з середини травня до кінця червня. Плодючість до 8 тис. ікринок. Ікру відкладає кількома порціями на мілководних ділянках із швидкою течією і твердим піщаним, гальковим або кам'янистим ґрунтом. Живиться дрібними організмами планктону і бентосу, падаючими у воду комахами, часто водоростями й ікрою риб.

## Чисельність
В Україні низька. З кінця 1970-х рр. постійно скорочує ареал і чисельність. Фактично зникла в басейнах річок Північного Приазов'я, Сіверського Дінця, стала рідкісною в басейнах Дніпра і Південного Бугу і нечисленною в Дністрі. Зникнення типових біотопів у результаті зміни гідрологічного, хімічного, біологічного режимів водойм, спричиненої в першу чергу випрямленням руслових ділянок, гідротехнічним будівництвом, а також забрудненням води.